# Kloster Meitersdorf
Koordinaten: 51° 3′ 50″ N, 8° 47′ 6″ O
Das Kloster Meitersdorf war ein lediglich von 1494 bis 1529 bestehender Konvent von Franziskaner-Tertiaren. Es erlangte Bekanntheit, weil dort Ordensleute und Laien Kunsthandwerk auf hohem künstlerischen Niveau praktizierten. Aus unbekannten Gründen hat sich für den ursprünglich Meyterdorff bzw. Meiterdorf genannten Ort die heutige Schreibweise mit „s“ durchgesetzt.

## Lage
Das Kloster befand sich auf 294 m Höhe über dem westlichen, orographisch linken Ufer der Eder gegenüber der damals kleinen und nur rechtsseitigen Stadt Frankenberg im heutigen Landkreis Waldeck-Frankenberg in Nordhessen. Das Gelände ist heute vom Frankenberger Stadtteil Ederdorf überbaut.

## Geschichte
Das Kloster, ein Männerkloster, wurde – laut Wigand Gerstenbergs Stadtchronik von Frankenberg – im Jahre 1494 von Landgraf Wilhelm II. von Hessen als convent von der tercienregeln sent Fransisci in Ederdorff genant Meyterdorff gegründet. Der Konvent bestand mehrheitlich aus Laienbrüdern, die wahrscheinlich aus Marburg kamen und von denen viele als Maler oder Schnitzer ausgebildet waren. Innerhalb weniger Jahre bauten sie eine schon bald weithin berühmte Werkstatt auf und erstellten sakrale Kunstgegenstände auf Bestellung. Als Vorlagen verwendeten sie insbesondere Passionszyklen von Martin Schongauer, Albrecht Dürer und Lucas Cranach d. Ä. Der in Frankenberg aufgewachsene Philipp Soldan mag seine Ausbildung in dieser Werkstatt erhalten haben. Die Werkstatt war nachweislich zwischen 1503 und 1523 tätig: für beide Jahre sind Zahlungen des Augustinerchorherrenstifts Volkhardinghausen an die Meitersdorfer Werkstatt dokumentiert.

## Werke (Auswahl)

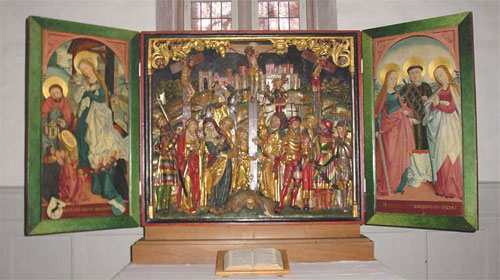
Schnitzaltar von 1521

Zu den heute noch existierenden Arbeiten der Werkstatt zählen:
- das Altartriptychon des hohen Altars in der Wiesenfelder Kirche, das 1520 im Auftrag des Komturs und der Brüder der Johanniterkommende Wiesenfeld angefertigt wurde.[2]
- der dreiflügelige Lindenholzaltar von 1521 mit Temperamalerei auf Kreidegrund in der Dorfkirche von Kleinern;
- der spätgotische Schnitzaltar von 1521 in der Kirche von Külte;
- der zweiflügelige Schnitzaltar von 1523 in der Kirche in Braunau, der bis zum Dreißigjährigen Krieg vermutlich in Odershausen stand;[3]
- die Retabel-Flügeltafeln an der Ostwand der Kirche von Dalwigksthal, die ursprünglich wahrscheinlich aus der Kirche im benachbarten Münden stammten.[3]
- die Strahlenkranzmadonna von 1522/23 aus dem Augustinerstift Volkhardinghausen, die bis 1903 in der Landauer Kirche hing und heute im Besitz des LWL-Museums für Kunst und Kultur in Münster ist.[3]
- ein großes Kruzifix aus dem Kloster Volkhardinghausen, das sich heute im Chorraum der Kirche in Landau befindet.

## Ende
Das Kloster bestand nicht lange. Bereits im Jahre 1526 führte Landgraf Philipp I. die Reformation in der Landgrafschaft Hessen ein und der Konvent, dessen Besitz bereits 1525 inventarisiert worden war, wurde aufgelöst. Die Konventsmitglieder wurden 1529 vertrieben. Das baulich wohl bescheidene Kloster soll in der Folgezeit verwüstet worden sein; schon 1582 existierten die Konventsgebäude nicht mehr.